# Högsta förvaltningsdomstolen (Tyskland)

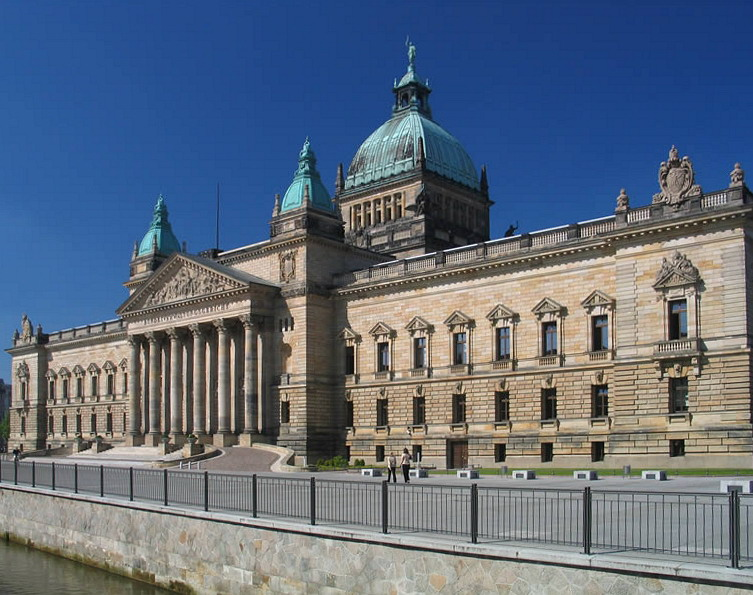
Riksrättsbyggnaden i Leipzig är säte för den federala förvaltningsdomstolen.

Bundesverwaltungsgericht (BVerwG) är Tysklands federala högsta instans för förvaltningsrättsliga mål och en av Tysklands fem federala sistainstansdomstolar. Domstolen har från och med 2002 säte i Leipzig.

## Historia
Bundesverwaltungsgericht inrättades 1952 och fick då sitt säte Berlin. Från 1953 höll domstolen till i Preußischen Oberverwaltungsgerichts tidigare lokaler. Beslutet att förlägga domstolen till Berlin var omstritt bland de allierade som efter andra världskriget ockuperade Tyskland, framför allt Sovjetunionen. Detta medförde att då Tyskland återfick sin försvarsmakt, förlades domstolens avdelning för värnpliktsärenden till München. Vid flytten från Berlin 2002 lokaliserades hela domstolen till Leipzig.